# Serixia mortyana
Serixia mortyana là một loài bọ cánh cứng trong họ Cerambycidae.